# Сасаки Тадасабуро
Сасаки Тадасабуро (јап. 佐々木只三郎; 12. јануар 1833 — 5. фебруар 1868) био је самурај касног едо периода, најпознатији као вођа елитног одреда верног Шогунату, Мимаваригумија.
Сакаки Тадасабуро, рођен је као трећи син самураја Аизу клана Сасаки Минамотохачија. Био је један од хатамото самураја.
Године 1870, признао је да је био део људи који су убили Сакамото Рјому, човека који је имао велику улогу у свргавању феудалне владавине шогуната, али је за његову смрт оптужен је и погубљен Кондо Исами, вођа Шинсенгумија. Захваљујући овом признању Сакамотова смрт је даље под велом тајне а прави кривац овог убиства и даље остаје део историјске дебате.